# Rosema purpusi
Rosema purpusi är en fjärilsart som beskrevs av Max Wilhelm Karl Draudt 1934. Rosema purpusi ingår i släktet Rosema och familjen tandspinnare. Inga underarter finns listade.